# سیارک ۱۴۱۳۵
سیارک ۱۴۱۳۵ (به انگلیسی: 14135 Cynthialang، نامگذاری:1998RZ62) چهارده هزار و صد و سی و پنجمین سیارک کشف شده‌است که در ۱۴ سپتامبر ۱۹۹۸ کشف شد.
قدر مطلق سیارک برابر ۱۵.۵ است.